# Émile-Jean Seghers
Émile-Jean Seghers, né le 3 septembre 1855 à Gand et mort le 17 mai 1927 à Gand, est un prêtre belge, vingt-cinquième évêque de Gand.

## Biographie
Ordonné prêtre en 1878, Émile-Jean Seghers est nommé évêque de Gand le 22 mars 1917 pour succéder à Antoine Stillemans. Il est ordonné le 1er mat 1917 par Gustave Waffelaert avec comme co-consécrateurs Benjamin Christiaens (de) et Eugène Van Rechem (nl). Il occupe cette fonction jusqu’à sa mort en 1927.